# Tito de Bostra

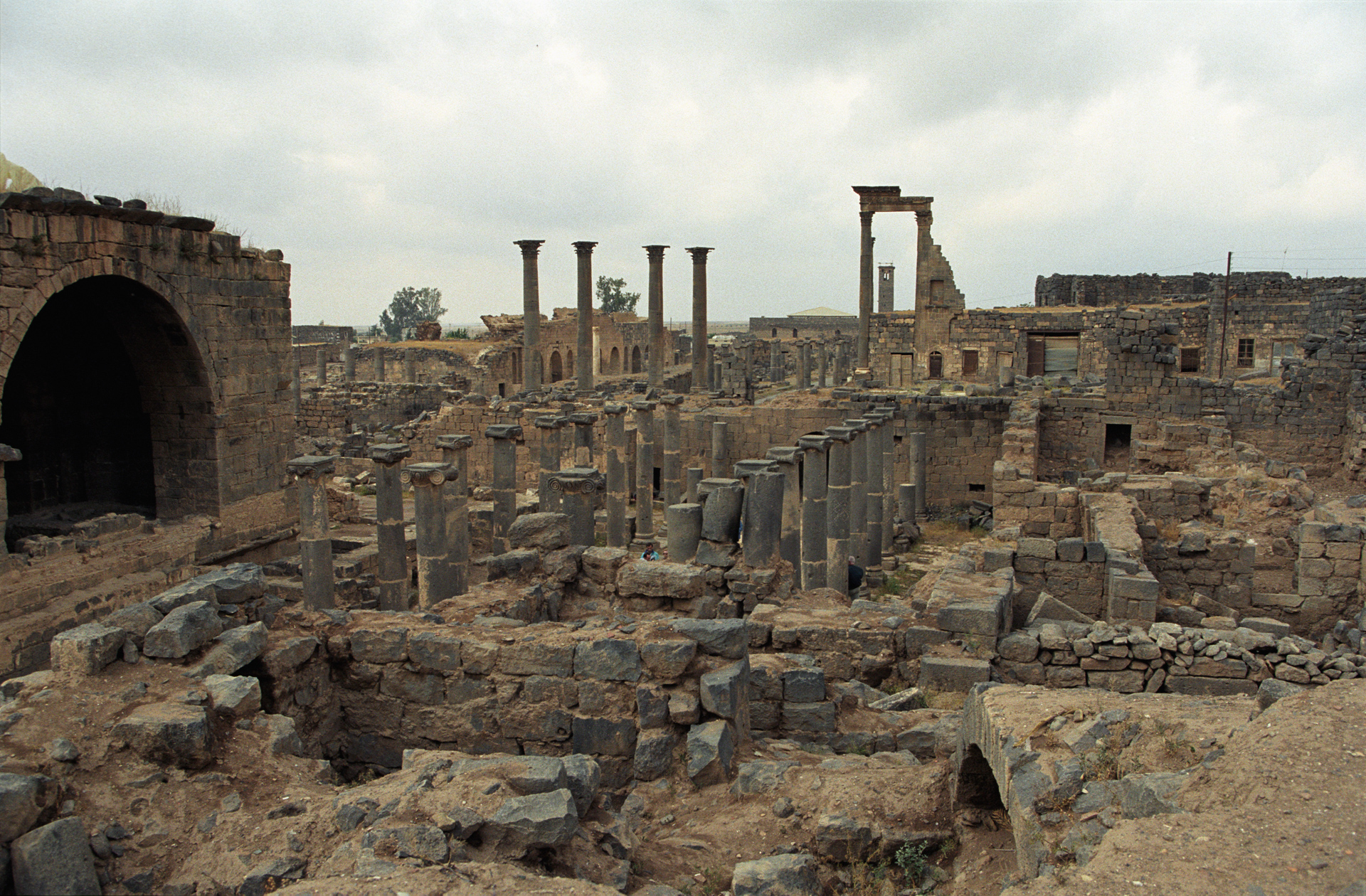
Ruinas de Bostra, donde Tito fue obispo

Tito de Bostra (Bosra, actualmente en Siria), muerto hacia el año 378 d. C., fue un teólogo cristiano y obispo. Sozomeno lo nombró entre los grandes hombres del tiempo del emperador Constancio II.

## Vida

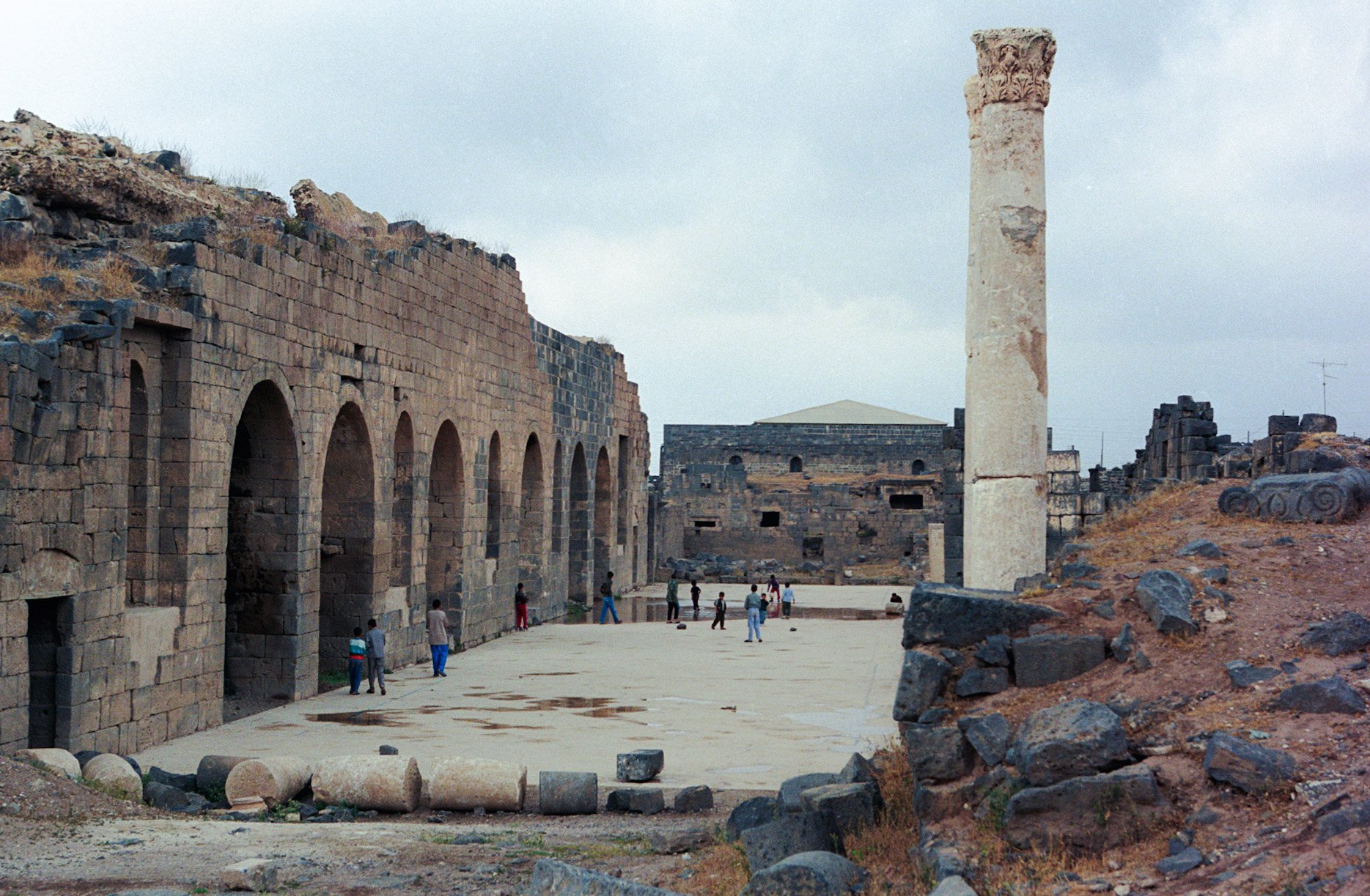
Ruinas de Bostra

Sozomeno también refiere un truco aplicado en Tito por Juliano el Apóstata. Juliano escribió a Tito, como obispo de Bostra, informándolo que él lo consideraría responsable, juntamente con los demás clérigos, por cualquier desorden después del restablecimento del paganismo. Tito respondió que aunque los cristianos eran en número igual al de los paganos, ellos lo obedecerían y quedarían en paz. Juliano entonces escribió a los bostrianos incitándolos a expulsar a Tito, pues él los habría calumniado, atribuyendo la conducta pacífica del pueblo de Bostra no a su buena disposición, sino a la influencia del obispo. Tito permaneció como obispo en la ciudad hasta ca. 371 d. C.
En consonancia con Sócrates de Constantinopla, Tito fue uno de los obispos que firmaron la carta sinodal dirigida a Joviano por el Concilio de Antioquía en 363 d. C., en el cual el credo de Nicea fue aceptado, aunque con la cláusula "cuya intención era enflaquecer un tanto y semiarrianizar la expresión homoousios". Este término proviene de la unión de ὁμός ('homos'), que significa “lo mismo”, y ούσιος ('ousios'), proveniente de οὐσία ('ousía'), que significa substancia o esencia. Así, el término tiene un sentido de “de la misma substancia, con la misma esencia”, aplicable a Cristo.

## Obras
Jerónimo de Estridón colocó a Tito entre los escritores cuya erudición secular era tan maravillosa como su conocimiento de las escrituras. En su obra De Viris Illustribus (cap. 102), habla de sus "vigorosas" (fuertes) obras contra el Maniqueísmo y "otras cosas" (nonnulla alía) y afirma que murió bajo el reinado de Valente. De la nonnulla alía, solo sobrevivieron algunos fragmentos de escritos exegéticos. Muestran que Tito seguía la exégesis de la Escuela de Antioquía, manteniéndose en el sentido literal en vez de interpretaciones alegóricas. La obra Contra Manichælos es de las más importantes de este tipo que llegó hasta nosotros, principalmente por las numerosas citas de autores del Maniqueísmo. En un pasaje, Tito parece favorecer el punto de vista de Orígenes de que las aflicciones de los condenados no serían eternas. La obra se compone de cuatro libros, siendo el cuarto y gran parte del tercero una traducción siríaca.
Los textos en griego y siríaco de Contra Manichælos fueron publicados por Paul de Lagarde (Berlín, 1859). Ediciones anteriores del texto griego pecan por tener una inserción de una obra de Serapión a causa de un error en la colocación de una hoja en el códice original.